# Neustraße (Trier)
Koordinaten: 49° 45′ 4,7″ N, 6° 38′ 15,6″ O
Die Neustraße ist eine Einkaufsstraße in Triers historischem Zentrum im Stadtbezirk Mitte/Gartenfeld.

## Verlauf
Die Neustraße ist etwa 400 Meter lang und verläuft in Nord-Süd-Richtung. Im Süden stößt sie auf die Kaiserstraße und geht in die Saarstraße über. Im Norden schließt sie an die Brotstraße an, die zum Hauptmarkt führt.
Von Osten her münden die Germanstraße und die Pfützenstraße ein, von Westen her die Viehmarktstraße und die Kapuzinergasse (jeweils von Süd nach Nord).
Die Neustraße ist vom Südende bis zur Einmündung von Pfützenstraße und Kapuzinergasse als verkehrsberuhigter Bereich und von da an bis zum Nordende als Fußgängerzone ausgewiesen. Langfristig ist jedoch geplant, die komplette Straße für Durchgangsverkehr zu sperren und mit Pollern abzusichern, sodass Lieferverkehr die Straße weiterhin passieren kann.

## Geschichte
In römischer Zeit befand sich in diesem Gebiet das Forum, ein großer umbauter Platz, der in der Mitte durch eine Halle, die sogenannte Marktbasilika, unterteilt war. Diese wurde im 1. Jahrhundert n. Chr. erbaut und unter der Regentschaft Kaiser Konstantins zu einem Saalbau von 100 Meter Länge und 21 Meter Breite vergrößert. Ihre Lage entspricht der Strecke vom heutigen Südende der Neustraße bis zur Einmündung der Germanstraße.
Gegen Ende der Römerzeit verfiel die Halle, und längs durch die Ruine führte eine Straße, die Nova Platea (lateinisch „neue Straße“) genannt wurde. Die Längsmauern wurden in neue Gebäude integriert; Reste davon sind in manchen Kellern der heutigen Häuser der Neustraße noch erkennbar.
Ein Stadttor der mittelalterlichen Stadtmauer, das sogenannte Neutor, stand noch bis 1877 am Südende der Straße.
Im Zweiten Weltkrieg wurden während der Bombardierungen im Dezember 1944 viele Häuser der Neustraße zerstört. Daher stehen heute Nachkriegsbauten zwischen einigen erhaltenen Häusern aus den unterschiedlichsten Epochen. An der Ecke Neustraße/Germanstraße stand die Pfarrkirche St. German und daran angrenzend das St.-Gervasius-Kloster. Beide wurden fast völlig zerstört, Teile der Kirchenfassade wurden in das dort neugebaute Angela-Merici-Gymnasium, ein katholisches Mädchengymnasium, integriert.

## Name
Der Name Neustraße ist seit 1150 urkundlich als nova platea belegt. 1363/64 wurde sie in der nuvergassen benannt. Vermutlich weisen beide Bezeichnungen darauf hin, dass die Straße neu angelegt wurde.

## Geschäfte
Es gibt einen besonders hohen Anteil an inhabergeführten Geschäften. 2001 schlossen sich 24 Geschäfte zur Interessengemeinschaft Neustraße e. V. zusammen, um die Attraktivität der Straße, z. B. durch Begrünung, gemeinsame Weihnachtsdekoration oder Organisation von Straßenfesten, zu erhöhen. Die IG Neustraße setzt sich außerdem für eine komplette Ausweisung als Fußgängerzone ein.

## Bauwerke

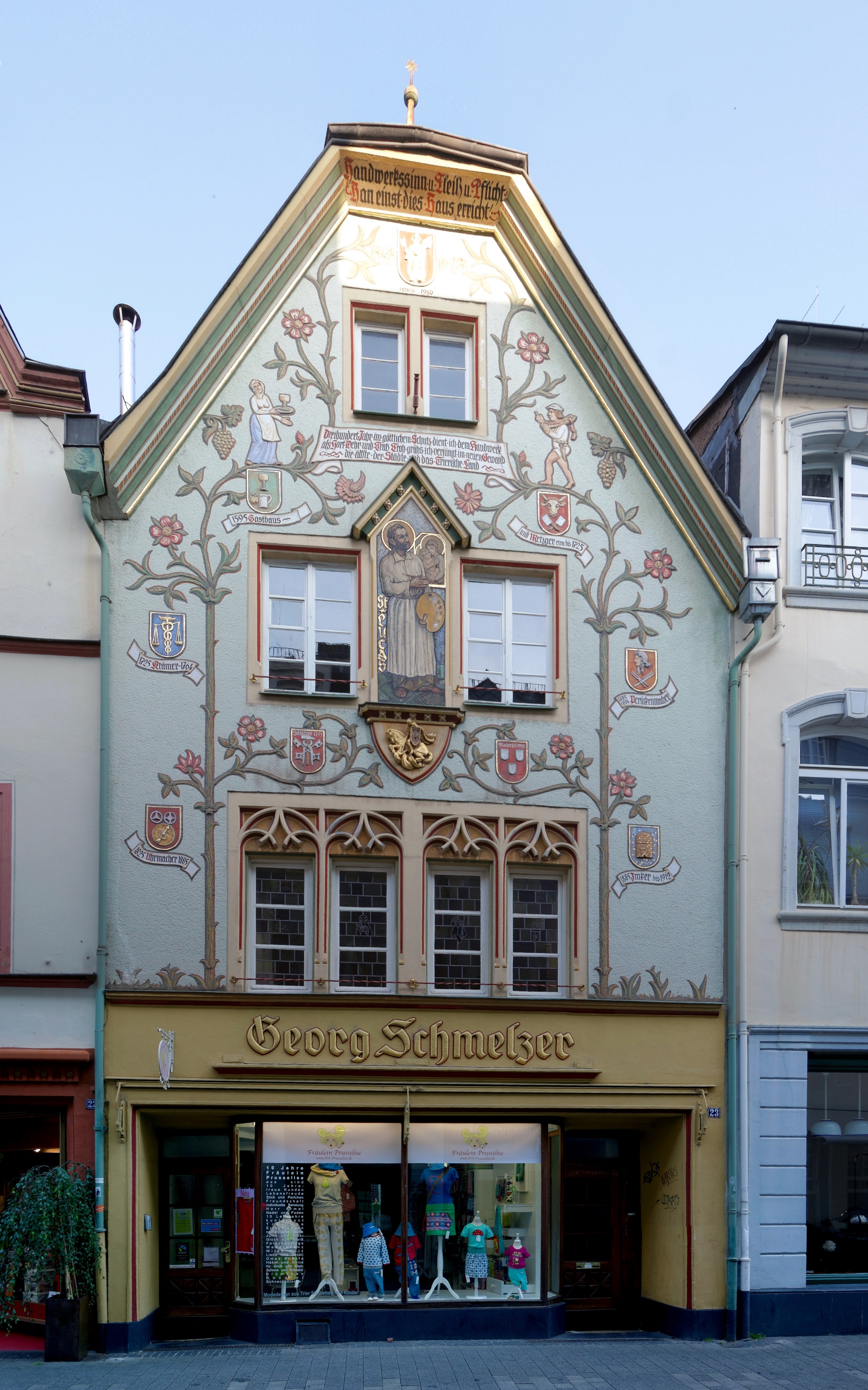
Neustraße 23
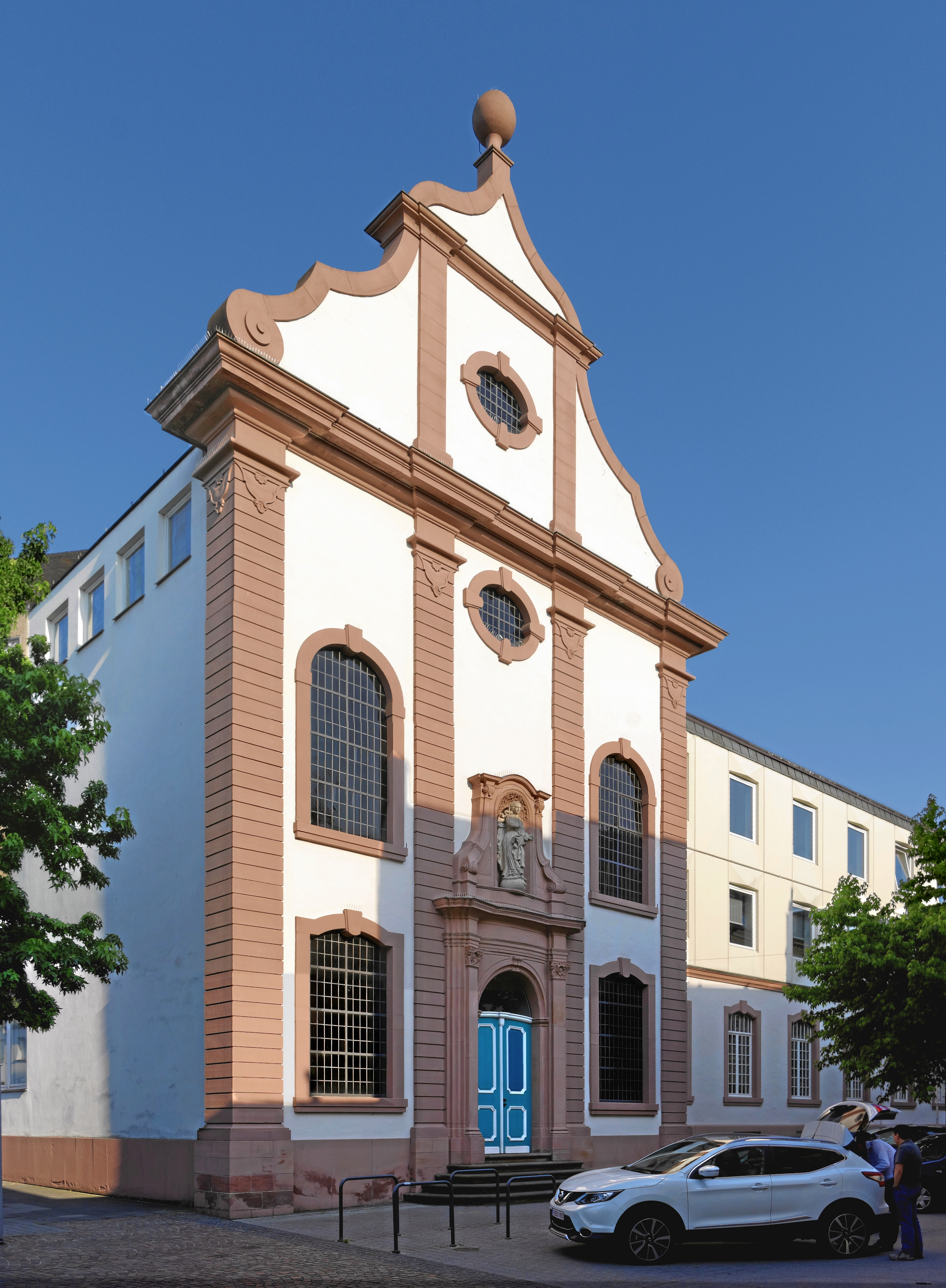
Neustraße 35
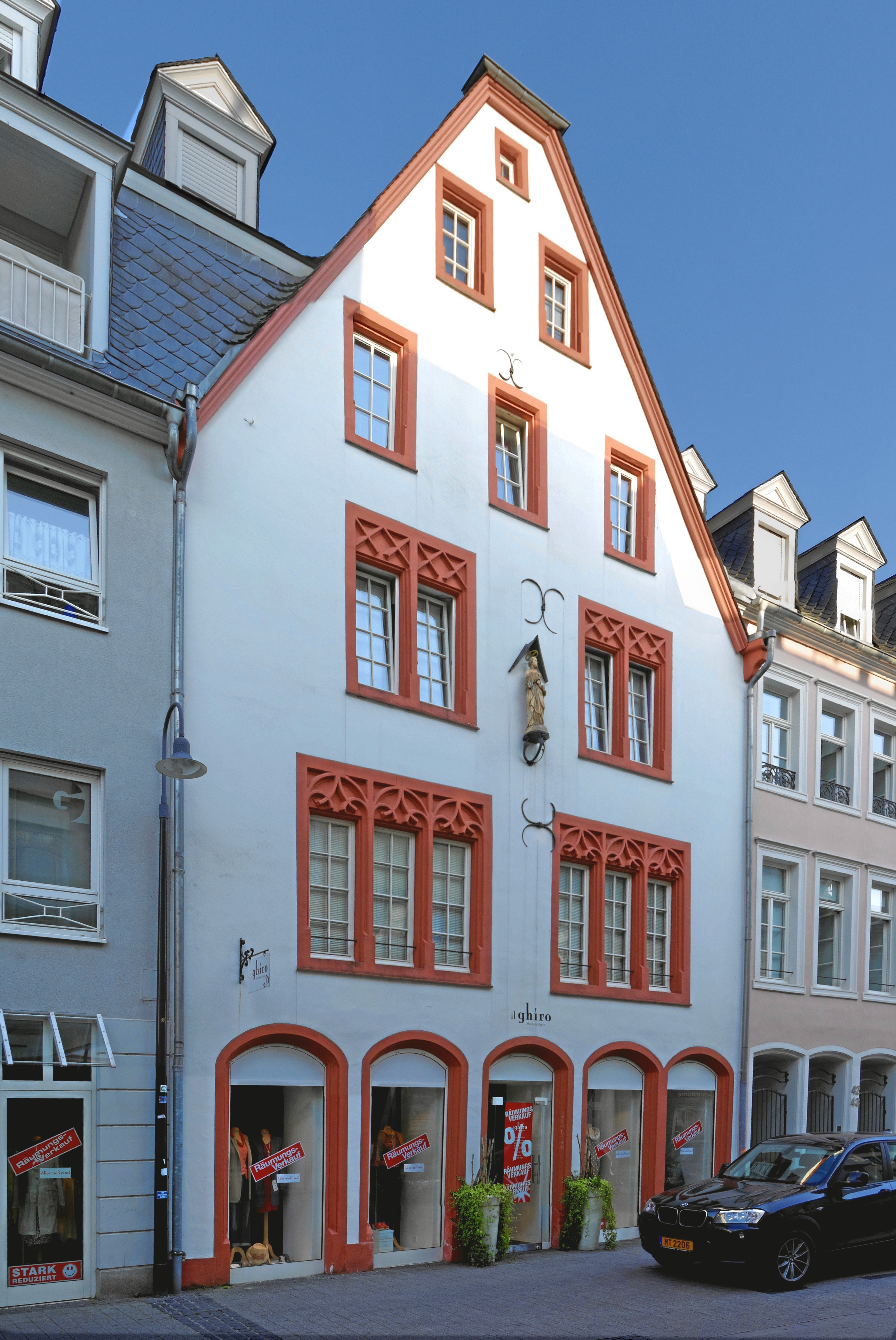
Neustraße 42
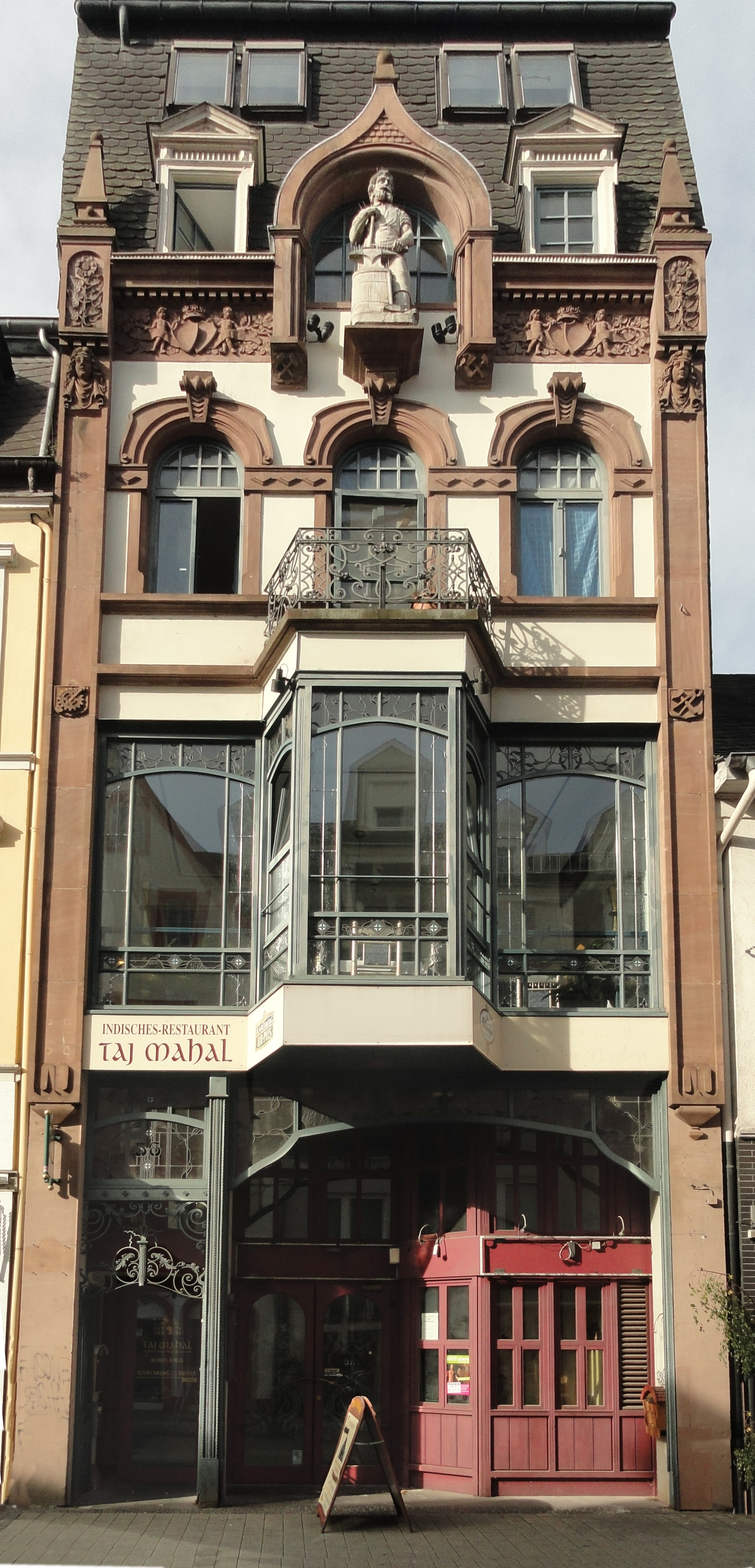
Neustraße 56
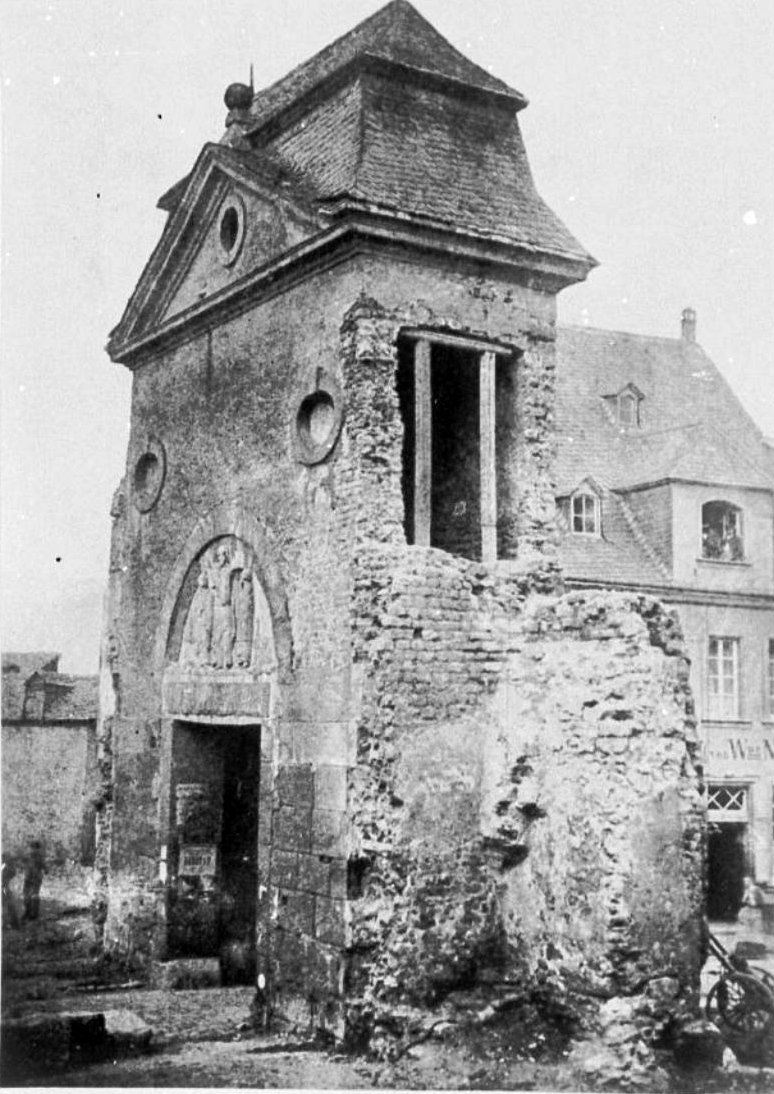
Neutor, 1877 abgebrochen

In der Straße befinden sich insgesamt 22 Kulturdenkmäler, darunter das „kleinste“ Haus von Trier und folgende:
- Neustraße 23, dreigeschossiges Wohn- und Geschäftshaus, in spätgotischer Tradition stehender Renaissancebau, 1595, Fassade 1912 überformt
- Neustraße 35, ehemaliges Franziskanerminoritenkloster St. German, heute Angela-Merici-Gymnasium. Von der in der Zeit zwischen 1738 und 1768 erbauten und nach der Säkularisation profanierten Klosterkirche wurde die barocke Westfassade mit einer Statue der Immaculata über dem Portal in den Neubau von 1973 einbezogen.
- Neustraße 42, dreigeschossiges Wohn- und Geschäftshaus, in spätgotischer Tradition stehender Renaissancebau, bezeichnet 1596, Erdgeschoss im 19. Jahrhundert und um 1903 verändert; bauzeitlicher Keller unter Verwendung römischen Materials. Zwischen den Fenstern des zweiten Stocks ist eine Statue des hl. Petrus, des Stadtpatrons, angebracht.
- Neustraße 56, dreigeschossiges späthistoristisches Wohn- und Geschäftshaus mit sandstein- und eisengegliederter Putzfassade, im Drempel Kielbogennische mit Skulptur, 1904, Architekt Carl Dalmar

Ein Teil der Straße ist Denkmalzone.